# Arteră gastroepiploonică stângă
Artera gastroepiploonică stângă (sau artera gastroomentală stângă), cea mai mare ramură a arterei splenice, trece de la stânga la dreapta pe lățimea unui deget sau mai mult, de la curbura mai mare a stomacului, între straturile epiploonului (omentului) mare și se anastomozează cu artera gastroepiploonică dreaptă (o ramură a arterei gastroduodenale drepte originară din ramura hepatică a trunchiului celiac).
Pe traseul său distribuie:
- „ramuri gastrice”: mai multe ramuri ascendente către ambele suprafețe ale stomacului;
- „ramuri omentale”: coboară pentru a furniza epiploonului (omentului) mare și anastomozează cu ramuri ale arterei colice medii.

## Imagini suplimentare

Vascularizației la nivelul stomacului: la stânga și artera dreapta gastric, stânga și dreapta artera gastro-epiploon si artera gastrica scurt.

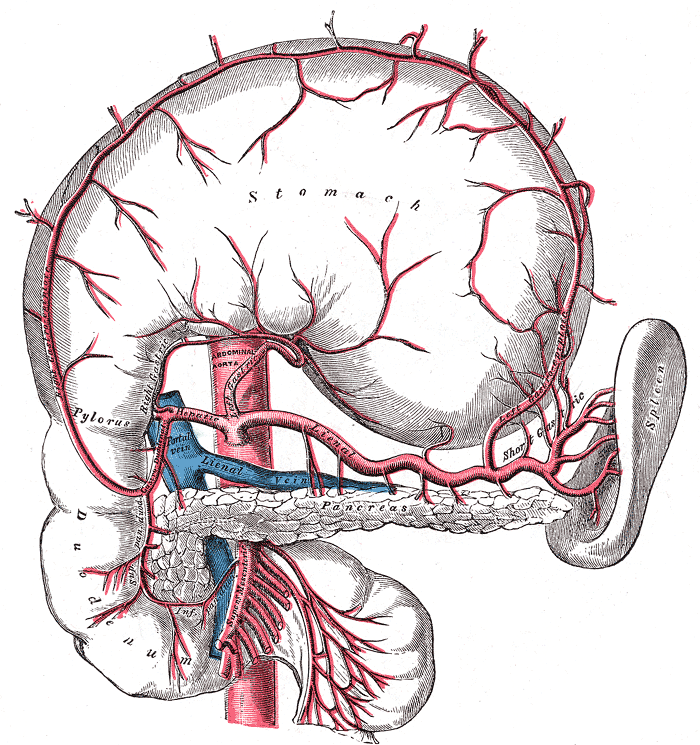
Ramuri ale arterei celiace .